# Johnius belangerii
Johnius belangerii es una especie de pez de la familia Sciaenidae en el orden de los Perciformes.

## Morfología
• Los machos pueden llegar alcanzar los 30 cm de longitud total.

## Alimentación
Come invertebrados, especialmente gusanos  bentónicos.

## Depredadores
En la China es depredado por Paralichthys olivaceus.

## Hábitat
Es un pez de clima tropical y demersal que vive hasta los 40 m de profundidad.

## Distribución geográfica
Se encuentra desde el Golfo Pérsico hasta el Pakistán, la India, Sri Lanka, las Indias Orientales y China.

## Uso comercial
Se comercializa fresco y en salazón.

## Observaciones
Es inofensivo para los humanos.